# Ashvamedha

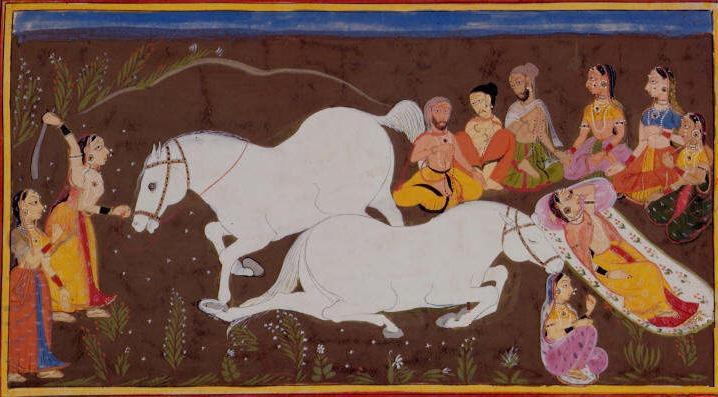
Die indische Miniaturmalerei aus dem Jahr 1652 mit einer Szene aus dem Ramayana zeigt das Pferdeopfer. König Kausalya (links) schlachtet das Pferd, später liegt er rechts daneben; auch die Frauen des Königs sind anwesend.

Ashvamedha (Sanskrit अश्वमेध, aśvamedha, „Pferdeopfer“) ist eines der bedeutendsten königlichen Opferrituale der vedischen Religion. In den älteren Veden (v. a. im Yajurveda) wurden viele Rituale oder Opfer beschrieben, die den Göttern dargebracht wurden, um bestimmte Wünsche oder Versprechen zur Erfüllung zu bringen.

## Ritual
Das Ashvamedha war ein ausschließlich dem König vorbehaltenes Opfer, das eng mit dem Machtanspruch des jeweiligen Herrschers in Verbindung stand. In der altindischen Literatur wird es an mehreren Stellen erwähnt; im Mahabharata (Buch 14) wird es wie folgt beschrieben:
Der Weise Veda Vyasa hatte dem König Yudhishthira nach der Schlacht zu Kurukshetra geraten, ein solches Rossopfer zu verrichten, um seine alte Kraft wieder zu gewinnen. Hierzu wurde ein Pferd ausgewählt, das an einem glückverheißenden Tag freigelassen wurde. Das Heer hatte dem Tier zu folgen, wohin es auch lief und mit jedem zu kämpfen, der es wagte das Tier zu fangen und damit die Gewalt des Königs herauszufordern. Obwohl in diesem besonderen Fall das Opfer einen sühnenden Charakter hatte, musste das Heer unter der Führung des großen Helden Arjuna gegen viele Stämme kämpfen. Viele Könige des Landes boten Yudhishthira ihre Unterwerfung an, andere jedoch fingen das Pferd ein und kämpften mit Arjuna. Währenddessen wurde ein Platz ausgewählt, an dem das Opfer verrichtet werden sollte. Der Platz wurde mit einem golddurchwirkten Tuch bedeckt und die Baumeister errichteten Paläste für den Aufenthalt der fürstlichen Gäste. Auch für deren Frauen wurden eigene Häuser gebaut. Brahmanen und Vaishyas wurden jeden Tag gespeist, bis ihre Zahl hunderttausend erreicht hatte.
Als das Heer mit dem Opferpferd zurückkehrte, war die Freude beim König groß. Das Pferd wurde getötet und geopfert. Auch die Frauen des königlichen Hauses wohnten dem Text zufolge der Opferung des Rosses bei. Das Herz des Tieres wurde vom Oberpriester in das Opferfeuer geworfen und Yudhishthira und seine Brüder atmeten den Geruch ein; hierdurch sollten ihre Seelen gereinigt und sie frei von Sünden werden.

## Bedeutung
Das Pferdeopferritual wurde hunderte Jahre später im Gupta-Reich unter der Herrschaft des Königs Samudragupta wiederbelebt; auch sein Enkel Kumaragupta I. vollzog – wie Münzprägungen belegen – dieses königliche Ritual, welches aber anschließend erneut weitgehend in Vergessenheit geriet. Im 12. Jahrhundert ist ein entsprechendes Ritual durch den Raja von Kannauj erwähnt; im Jahr 1716 scheint Raja Jai Singh II. von Amber das letzte Ashvamedha veranstaltet zu haben. Indische Nationalisten bzw. Traditionalisten haben jedoch das Thema im Jahre 1994 wiederaufgenommen und nochmals ein Pferdeopferritual veranstaltet – dabei wurde jedoch nur die Pappmachéstatue eines Pferdes geopfert.

## Parallele
Die Archäologen William Foxwell Albright und P. E. Dumont zogen eine Parallele zwischen dem vedischen Pferdeopfer und dem von der Trommel lilissu begleiteten Stieropfer in Babylonien.